# Немања Милошевић (кошаркаш)
Немања Милошевић (Београд, 23. септембар 1996) српски је кошаркаш. Игра на позицији плејмејкера.

## Каријера
Кошарку је почео да тренира у четвртом разреду основне школе, када је имао 10 година у КК Борча, а као јуниор је каријеру градио у КК Торлак, одакле је прешао у дорћолски Динамик 2015. године.
Након једне сезоне проведене у КК Динамик, године 2016. Милошевић прелази у Универзитетску лигу Русије, где две године игра за Урфу Уралмаш, а затим још сезону 2018/19. игра за БК Планета Университет.
Након три сезоне проведене у овој лиги Милошевић се враћа 2019. године у Кошаркашку лигу Србије где игра за КК Вршац. У јулу 2020. је продужио уговор са Вршцем. Ипак, крајем септембра исге године раскида уговор са Вршцем и прелази у КК ХЕО Билећа, члана Прве лиге Републике Српске. У јануару 2021. је напустио клуб из Билеће и прешао у Младост из Мркоњић Града, члана Прве лиге Босне и Херцеговине.